# I Wanna Be Santa Claus
Pour les articles homonymes, voir I Wanna Be.
Albums de Ringo Starr
VH1 Storytellers
(1998) The Anthology... So Far
(2001)
I Wanna Be Santa Claus est le douzième album studio de Ringo Starr, ancien batteur des Beatles. Cet album contient des chants de Noël, d’où son titre (en français « Je veux être le Père Noël »). On y trouve des chants traditionnels, tel The Little Drummer Boy, et des compositions personnelles. Il s’y trouve également une chanson des Beatles, coécrite par les quatre membres (chose rare) pour leur fan club pour Noël 1967 et finalisée pour l'occasion. Faisant suite à Vertical Man, Ringo Starr, satisfait de sa collaboration avec l’auteur Mark Hudson, décide de la prolonger. Parmi l’inévitable liste des invités sur cet album, on trouve le bassiste des Eagles Timothy B. Schmit et Joe Perry d’Aerosmith.

## Liste des pistes
| No  | Titre                                | Auteur                                                     | Durée |
| --- | ------------------------------------ | ---------------------------------------------------------- | ----- |
| 1.  | Come On Christmas, Christmas Come On | Richard Starkey/Mark Hudson/Dean Grakal                    | 3:36  |
| 2.  | Winter Wonderland                    | Felix Bernard/Dick Smith                                   | 2:55  |
| 3.  | I Wanna Be Santa Claus               | Richard Starkey/Mark Hudson/Dick Monda                     | 3:46  |
| 4.  | The Little Drummer Boy               | Harry Simeone/Henry Onorati/Katherine Davis                | 3:19  |
| 5.  | Rudolph the Red-Nosed Reindeer       | Johnny Marks                                               | 2:21  |
| 6.  | Christmas Eve                        | Richard Starkey/Mark Hudson                                | 4:26  |
| 7.  | The Christmas Dance                  | Richard Starkey/Mark Hudson/Jim Cox/Steve Dudas            | 4:06  |
| 8.  | Christmas Time (Is Here Again)       | John Lennon/Paul McCartney/George Harrison/Richard Starkey | 4:06  |
| 9.  | Blue Christmas                       | Bill Hayes/Jay Johnson                                     | 2:58  |
| 10. | Dear Santa                           | Richard Starkey/Mark Hudson/Steve Dudas                    | 5:12  |
| 11. | White Christmas                      | Irving Berlin                                              | 2:56  |
| 12. | Pax Um Biscum (Peace Be With You)    | Richard Starkey/Mark Hudson/Scott Gordon                   | 4:46  |